# تیماوا، استان وارمیان مازوریان
تیماوا، استان وارمیان مازوریان (به لاتین: Tymawa, Warmian-Masurian Voivodeship) یک منطقهٔ مسکونی در لهستان است که در Gmina Grunwald واقع شده‌است.